# Last of the High Kings
Last of the High Kings (Originaltitel The Last of the High Kings, Verweistitel Summer Fling) ist ein irisch-britisch-dänisches Filmdrama von David Keating aus dem Jahr 1996. Das Drehbuch beruht auf einem Roman der irischen Schriftstellerin Ferdia MacAnna. Die Hauptrollen sind mit Catherine O’Hara, Jared Leto, Christina Ricci und Gabriel Byrne besetzt.

## Handlung
Frankie Griffin ist im Jahr 1977 siebzehn Jahre alt und lebt in Dublin. Die Musik von Thin Lizzy ist angesagt und der Tod von Elvis Presley für viele Menschen ein Schock. Frankie hat gerade die Schule beendet, allerdings steht das Ergebnis der Abschlussprüfung noch aus. Frankie macht sich Sorgen, dass er durchgefallen sein könnte. Der Besuch der jungen Erin aus Amerika kommt ihm da ganz gelegen, um ihn von seinen Versagensängsten abzulenken. Erin verliebt sich in Frankie, der jedoch die Highschool-Queens Jayne Wayne und Romy Thomas, wie er glaubt, für ihn unerreichbare Mädchen, aus seiner Schule attraktiver findet, sodass Erin sich zurückzieht und wieder abreist. Als er Jayne dann beim Billardspielen trifft, landen beide kurz darauf im Bett, und alles scheint bestens. Frankie sagt jedoch das Falsche und Jayne wirft ihn hinaus.
Als Frankie nach einer für ihn endlos scheinenden Zeit von sechs Wochen, deren Tage er täglich abgestrichen hat, endlich sein Prüfungsergebnis in den Händen hält, ist er vom Ergebnis „Bestanden“ überwältigt und überglücklich, da er nun eine Entscheidung treffen kann, ob er studieren will oder was er sonst anfängt. Er ist hochbegabt, wenn es ums Schreiben geht und auch in der Musik, scheut sich jedoch, das jemanden wissen zu lassen.
Jetzt ist aber erst einmal eine rauschende Party angesagt, zu der sich auch Frankies große Familie und alle Freunde einfinden und auf der des kürzlich verstorbenen Elvis Presley gedacht werden soll. Aber jemand ganz Besonderes lässt Frankies Herz höherschlagen, er ist jetzt mit Romy zusammen. Die Bedenken, die seine katholische Mutter gegen das protestantische Mädchen hatte, sind außer Kraft gesetzt.

## Produktion

### Produktionsnotizen, Dreharbeiten
Produziert wurde der Film von Nordisk Film, Northolme Entertainment, Parallel Film Productions, Raidió Teilifís Éireann (RTÉ) sowie Screen Ireland (Finanzierung). Vertrieben wurde er unter anderem von Echo Bridge Home Entertainment, First Independent Films und Miramax.
Die Dreharbeiten begannen im August 1995 unter anderem in den Cape Breton Highlands in Nova Scotia in Kanada sowie in den irischen Städten Dublin und Howth, im County Fingal gelegen, und in Seattle im US-Bundesstaat Washington in den Vereinigten Staaten.

### Soundtrack
- Blue Suede Shoes von Carl Perkins, gesungen von Elvis Presley
- Jailbreak von Phil Lynott, Vortrag: Thin Lizzy
- The Boys Are Back in Town von Phil Lynott, Vortrag: Thin Lizzy
- Dancing in the Moonlight von Phil Lynott, Vortrag: Thin Lizzy
- The Cowboy Song von Phil Lynott und Brian Downey, Vortrag: Thin Lizzy
- Parisienne Walkways von Phil Lynott und Gary Moore, Vortrag: Thin Lizzy und Gary Moore
- Spanish Stroll von und mit Willy DeVille
- Watching the Detectives von und mit Elvis Costello
- Heart on My Sleeve von und mit Benny Gallagher und Graham Lyle
- All the Young Dudes von David Bowie, Vortrag: Mott the Hoople
- Blackbird, O’Keefes und The Happy One Step, Vortrag: Sharon Shannon und Dónal Lunny

### Synchronisation
- Andrea L’Arronge, deutsche Stimme von Catherine O’Hara (Cathleen Griffin)
- Jan Makino, deutsche Stimme von Jared Leto (Frankie Griffin)
- Stefanie von Lerchenfeld, deutsche Stimme von Christina Ricci (Erin)
- Walter von Hauff, deutsche Stimme von Gabriel Byrne (Jack Griffin)
- Kai Taschner, deutsche Stimme von Stephen Rea (Taxifahrer)
- Wolfgang Müller, deutsche Stimme von Colm Meaney (Jim Davern)
- Solveig Duda, deutsche Stimme von Lorraine Pilkington (Jayne Wayne)
- Philipp Brammer, deutsche Stimme von Jason Barry (Nelson Fitzgerald)
- Ulrich Frank, deutsche Stimme von Mark O’Regan (Pater Michael)

### Veröffentlichung
Der Film hatte in Irland am 22. November 1996 Premiere und im Vereinigten Königreich am 6. Dezember 1996. Im Jahr 1997 lief er in Australien und Finnland an, 1998 in den Vereinigten Staaten, in Polen und Norwegen. In Argentinien erschien er 1999 als Video, in Spanien wurde er im selben Jahr veröffentlicht. 1999 war zudem auf dem European Union Film Festival in Singapore zu sehen. In Ungarn erschien er 2001 auf Video und in Frankreich im Fernsehen. Veröffentlicht wurde er zudem in Brasilien, Griechenland, Italien, Rumänien und in Russland. Der Videotitel in den USA lautet Summer Fling.
In der Bundesrepublik Deutschland wurde der Film am 16. Oktober 1997 veröffentlicht.

## Rezeption

### Kritik
Brian Webster schrieb im Apollo Guide, dass Jared Leto seine Rolle „dezent“ („understated“) und „überzeugend“ („convincing“) spiele. Die seine Eltern spielenden Schauspieler Gabriel Byrne und Catherine O’Hara seien nicht annähernd glaubwürdig („aren’t nearly as believable“). Während O’Hara mit ihrer Darstellung „irritiere“, sei der von Byrne gespielte Charakter „unbedeutend“ („insignificant“).
Andrew L. Urban von urbanCinefile meinte, The Last of the High Kings sei ein sanft enttäuschender Film, der zwar emotionales Engagement zeige, sich mit dramatischer Spannung umgebe, mit Romantik werbe und mit irischem Charme zu verführen suche, was das schwache Drehbuch aber nicht hergebe. Bei dem gut aussehenden jungen Star Jared Leto hätte man sich mehr inneres Charisma gewünscht, seine von Chatherine O’Hara verkörperte Mutter gebe spiele einen völlig widersprüchlichen irischen Charakter voller Stolz und Leidenschaft, emotionaler Sprunghaftigkeit und einer guten Dosis Bigotterie und mit der richtigen Dosierung anständigen Pragmatismus’. Gabriel Byrne, Stephen Rea und Christina Ricci seien alle in eher zufälligen Charakteren verschwendet, die, obwohl sie großartig spielten, nichts zum Wert des Films beitragen könnten, wenn es darauf ankomme. Das alles mache den Film lang, zu lang.
Ganz anderer Meinung war Derek Winnert, der schrieb, Keating sei eine ansprechende und intelligente irische Tragikomödie mit einem hervorragend ausgearbeiteten Drehbuch gelungen. Winnert sprach von einer überraschend süßen irischen Geschichte, die von Jared Leto als grüblerischem jungen Burschen namens Frankie Griffin getragen werde, der sich 1977 in Dublin mit den Wunderlichkeiten des Lebens und insbesondere mit seinem narzisstischen Schauspieler-Vater und seiner seltsamen protestantischen Mutter herumschlagen müsse.
Auf der englischen Seite The Video Vacuum wurde Summer Fling als harmlose kleine Geschichte apostrophiert, die nicht gerade großartig oder so sei, aber es gebe mehr zu beobachten als das oft der Fall sei, was wahrscheinlich an der runden Besetzung liege. So sei Byrne ziemlich gut in seinen kurzen Szenen und Stephen Rea sei in einem Cameo als lustiger Taxifahrer zu sehen. Eine ausgezeichnete Leistung wurde Christina Ricci bescheinigt, deren Part ruhiger größer hätte sein dürfen. O’Hara sei nicht schlecht in ihrer Rolle, aber ihr Charakter sei ziemlich unangenehm.
Nathan Rabin von AV/Film meinte, dies sei ein angenehmer, unprätentiöser und letztlich auch unaufwendiger Film, der den Konventionen des Coming-Of-Age-Films so nahe komme, dass er an eine Selbstparodie grenze. Von der schwermütig-sehnsuchtsvollen Erzählung über den aufstrebenden Romancier-Protagonisten bis hin zum Popkultur-Ereignis (in diesem Fall der Tod von Elvis), verwende Summer Fling jede Konvention des Genres. Die Nebenrollen im Film seien eigentlich gut besetzt, Leto wirke als wehmütiger Protagonist allerdings etwas peinlich und O’Hara liefere als seine konservativ-protestantische Mutter, die von vielen gehasst werde, eine fast peinlich übertriebene Leistung ab.

### Auszeichnung
David Keating wurde mit dem Film 1997 auf dem Internationalen Filmfest Emden-Norderney für den „Emden Film Award“ nominiert.